# Бінайя
Бінайя або Бінай (індонез. Gunung Binaia; англ. Mount Binaiya) — гора на Малайському архіпелазі, висотою 3027 м — найвища вершина острова Серам (Молуккські острови), у провінції Малуку Індонезії. Один з сотні найбільших ультра-піків на Землі.

## Географія
Гора Бінайя розташована в центральній частині острова Серам, у «Національному парку Манусела» (1890 км²), вкритому щільним тропічним (дощовим) лісом, з ендемічним біорізноманіттям фауни, такими як казуар, cuscus, птахи todiramphus lazuli, todiramphus sanctus, медівник серамський та алістер молуцький, лорі жовтоплечий, лорі серамський, какаду молуцький, великий серамський медоносний птах (seram friarbird), серамські кажани (pteropus ocularis).
Гора має абсолютну та відносну висоту 3027 м. Це найвища вершина острова Серам. Вершина займає 88-ме місце у світі серед гір за відносною висотою, 20-те місце серед острівних гір та 10-те місце серед ультра-піків Малайського архіпелагу. Топографічна ізоляція вершини відносно найближчої вищої гори Кобовре (3750 м) — становить 682,45 км.